# Lisandra Souto
Lizandra Campos do Souto (Nova Iguaçu, 5 de abril de 1975) é uma atriz brasileira.

## Carreira
Estreou na TV em 1985, interpretando Teresa na minissérie Tenda dos Milagres. Ao todo, atuou em mais de dez produções para a TV Globo. 
Entre os seus personagens mais conhecidos nas telenovelas foram: Sinhá moça Maria Das Graças Ferreira Fontes criança em Sinhá Moça (1986), Francisca Azevedo Paiva (Kika) Gente Fina (1990), Vitória Venturini Meu Bem, Meu Mal (1990), Patty (Patrícia Maria Guedes) em De Corpo e Alma (1992) e Elisa Maria em Quatro por Quatro (1994). 
Em 1995 decidiu abandonar a carreira de atriz para seguir com seu ex marido, Tande, na rotina de jogos de vôlei pelos clubes em que passou.
Em 2012, após a separação,  retomou a carreira 14 anos depois de seu último papel na novela Salve Jorge da autoria de Glória Perez como a ambiciosa e antipática Amanda Flores Galvão. 
Em 2014, assina contrato com a Rede Record, para integrar o elenco de Os Dez Mandamentos no papel da hebreia Amália, mãe do profeta Josué, na segunda fase da novela em 2015.
Em 2016 na Rede Globo, a atriz foi a primeira integrante a deixar o quadro Dança dos Famosos, do programa Domingão do Faustão, devido à uma lesão. 
Lisandra volta a RecordTV em 2017 para dar vida a médica Estela Aisen Peixoto uma personagem misteriosa na 2 fase da novela Apocalipse.

## Vida pessoal
Em 1991 começou a namorar o jogador de vôlei Tande, com quem se casou em 1996 e teve dois filhos, Yasmin e Yago. Em 19 de junho de 2012, o casal anunciou sua separação.

## Filmografia

### Televisão
| Ano  | Título                  | Personagem                     | Notas                               |
| ---- | ----------------------- | ------------------------------ | ----------------------------------- |
| 1985 | Tenda dos Milagres      | Teresa                         |                                     |
| 1985 | Armação Ilimitada       | Anjinho de luz                 | Episódio: "25 de dezembro"          |
| 1986 | Sinhá Moça              | Sinhá Moça (criança)           | Episódio: "28 de abril"             |
| 1987 | Carmem                  | Manu                           |                                     |
| 1989 | O Sexo dos Anjos        | Olímpia                        |                                     |
| 1990 | Top Model               | Laís                           |                                     |
| 1990 | Gente Fina              | Francisca Azevedo Paiva (Kika) |                                     |
| 1990 | Meu Bem, Meu Mal        | Vitória Venturini              |                                     |
| 1991 | Os Trapalhões           | Creuza                         | Episódio: "A Varinha Mágica"        |
| 1992 | As Noivas de Copacabana | Dora                           |                                     |
| 1992 | De Corpo e Alma         | Patrícia Maria Guedes (Patty)  |                                     |
| 1994 | Quatro por Quatro       | Elisa Maria Botelho Prado      |                                     |
| 1998 | Pecado Capital          | Ela mesma                      | Episódio: "9 de dezembro"           |
| 2012 | Salve Jorge             | Amanda Flores Galvão           |                                     |
| 2015 | Os Dez Mandamentos      | Amália Arquimed                | Episódios: "23 de março–27 de maio" |
| 2016 | Dança dos Famosos       | Participante                   | Temporada 13                        |
| 2017 | Apocalipse              | Estela Aisen Santero           |                                     |

### Cinema
| Ano  | Título                               | Personagem    |
| ---- | ------------------------------------ | ------------- |
| 1987 | Feliz Ano Velho                      | Lícia         |
| 1995 | Carlota Joaquina, Princesa do Brazil | Daniele       |
| 2016 | O Último Virgem                      | Laura Limeira |